# Nouvelle Donne (association littéraire)
Pour les articles homonymes, voir Nouvelle donne.
 (novembre 2019).
Si vous disposez d'ouvrages ou d'articles de référence ou si vous connaissez des sites web de qualité traitant du thème abordé ici, merci de compléter l'article en donnant les références utiles à sa vérifiabilité et en les liant à la section « Notes et références ».
Nouvelle Donne, ou officiellement l’Entaille Nouvelle Donne, est une association française à but non lucratif fondée en 1993 par Christian Congiu et qui a pour but de promouvoir la nouvelle littéraire de langue française.
Dans cette optique, un magazine semestriel puis bimestriel, intitulé Nouvelle Donne, paraît en édition papier entre 1993 et 2004, mettant en avant aussi bien des auteurs reconnus que des amateurs. Il a été publié avec le concours du Centre national du livre.
Après une période creuse, l’association a été reprise en 2012 par son actuelle présidente, Anne Elisabeth Desicy Friedland, sous la forme d’un site internet : nouvelle-donne.net L’association se consacre désormais à la sélection et la publication de nouvelles littéraires issues du milieu amateur, à la chronique de recueils ainsi qu’à la promotion de différents concours de nouvelles.

## Histoire de Nouvelle Donne

### Au temps du magazine papier
En 1986, Christian Congiu crée l’association L’Entaille, dans le but de promouvoir la nouvelle littéraire française, qu’il juge trop peu reconnue. Dans ce cadre, il fait paraître la revue Taille Réelle, qui est le premier magazine à promouvoir la nouvelle en se présentant sous la forme de Tabloïd à être distribué par les NMPP (Nouvelles Messageries de la Presse Parisienne).
Après une vingtaine de numéros, le magazine peine à conserver ses abonnés. S’entourant alors du maquettiste et directeur de publication Alain Béthune et de la rédactrice en chef adjointe Brigitte Niquet, Christian Congiu fait paraître au premier semestre 1993 le premier exemplaire du magazine Nouvelle Donne, vendu en kiosques.
Le magazine fait une soixantaine de pages, dédiées à un thème particulier par numéro. On y trouve des nouvelles inédites (d’amateurs ou d’écrivains reconnus), des interviews d’auteurs, des articles sur l’actualité littéraire, des articles de fond, des chroniques de recueils, parfois des bandes-dessinées. Le magazine fait aussi la part belle aux illustrations, mobilisant une demi-douzaine d’illustrateurs par numéro. Au fur et à mesure de son développement, Nouvelle Donne s’attache à n’oublier aucun genre : littérature blanche, polar, fantasy, érotique, enfance/jeunesse.
Cette fois-ci, la publication est un succès. A l’époque, être publié dans Nouvelle Donne apporte une visibilité et une véritable reconnaissance : le magazine est en effet le seul du genre à fonctionner autrement que par abonnements et avec une distribution NMPP dans toute la France. Il permet ainsi aux auteurs publiés de toucher un lectorat en dehors du cercle restreint des abonnés. Son Comité de lecture reçoit plusieurs dizaines de nouvelles par trimestre. Le magazine connaît un certain succès, les numéros étant tirés à plus de 5 000 exemplaires.
Dans le même temps, Nouvelle Donne mène des actions en partenariat avec le magazine Tangente, le Café de la mairie pour des soirées lectures et les éditions Nestiveqnen pour la publication de recueils thématiques (Les chevaliers sans nom, Nos pirates, Le dernier livre, Feux d’hiver, Racines amères). Elle lance aussi une exposition itinérante pour promouvoir la nouvelle dans les établissements scolaires et les mairies.
En juin 2003, à partir du 31ème numéro, dans le but de toucher un public plus exigeant, une nouvelle maquette et un support plus luxueux sont retenus. Des auteurs connus du grand public (Michel Quint, Bernard Werber, Amélie Nothomb…) font la couverture. La hausse des ventes et du prix ne suffisent cependant pas à compenser les surcoûts, et l’association se voit à la suite du 34ème numéro (en janvier 2004) dans l’obligation d’arrêter l’impression papier pour éviter la faillite.

### Liste des numéros publiés
1re vague : maquettiste : Alain Béthune
- no 1 : 1er semestre 1993 - numéro de lancement
- no 2 : 2e semestre 1993 - thème : Existe-t-il une écriture féminine ? Auteur(e)s invitées : Christiane Baroche, Claude Pujade-Renaud, Annie Saumont
- no 3 : 1er semestre 1994 - pas de thème – auteur invité : Christian Bobin
- no 4 : 2e semestre 1994 - thème : L’enfance – auteur invité : Jean-Noël Blanc
- no 5 : 1er semestre 1995 - thème : Écrire en Limousin – auteur invité : Pierrette Fleutiaux
- no 6 : 3e trimestre 1995 - thème : Les écrits brefs – auteurs invités : Anne Delmer, Richard Millet

2e vague : maquettistes : Pauline Napoly, puis Nota bene, puis Haddok
- no 7 : octobre 1995 - numéro spécial anniversaire (dix ans de l’Association l’Entaille)
- no 8 : janvier 1996 - thème : Les avatars de la nouvelle – auteur invité : Rosa Liksom
- no 9 : avril 1996 - pas de thème – auteur invité : Sylvie Germain
- no 10 : 3e trimestre 1996 - thème : L’érotisme
- no 11 : 4e trimestre 1996 - thème : Le polar
- no 12 : janvier 1997 - thème : Le Québec (20 nouvelles québécoises)
- no 13 : avril 1997 – auteur invité : Leïla Sebbar

3e vague : maquettiste : Solo
- no 14 : juillet 1997 - thème : La mer – auteurs invités : Henri Gougaud, Francisco Coloane
- no 15 : octobre 1997 - thème : Le Tour de France de la nouvelle
- no 16 : janvier 1998 - thème : Le tour d’Europe de la nouvelle – auteur invité : Jacques Fulgence
- no 17 : avril 1998 - Spécial Liban – auteur invité : Andrée Chédid
- no 18 : octobre 1998 - thème : Une petite douceur perverse – auteur invité : Nadine Monfils
- no 19 : avril 1999 - thème : Les chats – auteur invité : Hugo Marsan
- no 20 : novembre 1999 - thème : Mots d’amour – auteurs invités : Daniel Pennac, Eric Holder, Francis Mizio
- no 21 : avril 2000 - thème : La nouvelle fiction – auteur invité : G.O. Châteaureynaud
- no 22 : octobre 2000 - thème : La science-fiction – auteur invité : M.G. Dantec
- no 23 : janvier 2001 - thème : Prophètes et autres emmerdeurs – auteurs invités : Alain Absire, Michel Host
- no 24 : mai 2001 - thème : L’Amérique Latine
- no 25 : juillet 2001 - thème : Femmes de feu et d’ombre – auteur invité : Alice Ferney
- no 26 : novembre 2001 - thème : Littérature populaire -
- no 27 : 1er trimestre 2002 - thème : Villes imaginaires - auteur invité : Hubert Haddad
- no 28 : 2e trimestre 2002 : pas de thème - auteurs invités : Andrée Chedid, Virginie Lou
- no 29 : 4e trimestre 2002 : thème : Chansons d’auteurs - auteurs invités : Marie Nimier et Jean Rouaud
- no 30 : janvier 2003 : Math et littérature - auteurs invités : Denis Guedj, Ahmed Djebbar

4e vague : maquettiste : Entrez sans frapper
- no 31 : juin 2003 - pas de thème - auteur invité : Amélie Nothomb
- no 32 : octobre 2003 - id - Bernard Werber
- no 33 : décembre 2003 - id - Arnaud Cathrine
- no 34 : janvier 2004 - id - Michel Quint

### Passage à l'édition numérique
En 2011, sept ans après la déroute du magazine papier, Christian Congiu décide de rassembler de nouveau les membres de l’association, dans le but de relancer la revue. Malheureusement, il trouve la mort à la suite d’un accident de moto le 27 décembre 2011, laissant Nouvelle Donne sans président. Quelques mois plus tard, Anne Elisabeth Desicy Friedland, en accord avec certains anciens de l’association, décide de reprendre les rênes de Nouvelle Donne et en est élue présidente en décembre 2012.
L’association vise désormais à publier des auteurs amateurs via son site internet, nouvelle-donne.net, renonçant à l'édition papier. Elle relaye aussi les concours de nouvelles émanant d’autres associations, de municipalités, ou de médiathèques, en plus d’organiser ses propres concours de nouvelles. Enfin, le site fait paraître régulièrement des chroniques sur des recueils de nouvelles.
Une des particularités du site est que chaque texte publié (après sélection par le Comité de lecture) est illustré par l’artiste peintre Corine Sylvia Congiu, sœur de Christian Congiu et membre de l’association depuis 2012.
En juin 2020, l'association publie un recueil de nouvelles intitulé "Le chien attaché au poteau électrique", édité à La Chambre d'échos. Y figurent 22 nouvelles des membres de Nouvelle Donne sur des thématiques variées.

## Fonctionnement actuel
Nouvelle Donne est actuellement sous la présidence d’Anne Elisabeth Desicy Friedland, présente dans l’association depuis 1997, et a pour directrice de la rédaction l’auteur de nouvelles Brigitte Niquet, cofondatrice de Nouvelle Donne dont elle était la rédactrice en chef.
Le Comité de lecture, qui sélectionne les nouvelles à publier, est composé de passionnés de nouvelles aux professions variées (professeur de lettres, professeur de mathématiques, ingénieur, traductrice, artiste peintre, étudiant…). La plupart ont déjà publié des nouvelles ou des romans.
L’équipe compte aussi un webmaster, Eric Mercier, présent depuis la création du site. Enfin, les illustrations sont réalisées par Corine Sylvia Congiu.

## Membres de référence
Les membres ci-dessous ont collaboré durablement à Nouvelle Donne (en tant que rédacteurs et/ou membres du Comité de lecture, à l’exclusion des dessinateurs, maquettistes, etc.). Tous ou presque sont des auteurs de nouvelles.
- Fabrice Anfosso
- Jacques Astruc
- Évelyne Ballanfat
- Nathalie Barrié
- Matthieu Baumier
- Ugo Bellagamba
- Éric Bouillon
- Fabrice Bourland
- Cécile Bouvignies-Bouchasson
- Hélène Calvez
- Jean-Michel Calvez
- Isabelle Chemin
- Patrice Chéry
- Pierre Clavilier
- Christian Congiu
- Corine Sylvia Congiu
- Pierre Cousin
- Anne-Élisabeth Desicy
- Catherine Devis
- Pierre Fustec
- Didier Garcia
- Stephen Gaudé
- Sophie Germain
- Ronan Golhen
- Jean-Lou Guérin
- Loïc Henry
- Pascal Hérault
- Léo Lamarche
- Delphine Lebensart
- Michel Leydier
- Valérie Liobet-Cecchelani
- Louna
- Lise Martin
- Muriel Mestre
- Francis Mizio
- Brigitte Niquet
- Julien Oeuillet
- Philippe Olivier
- Patrick Ottaviani
- Dominique Perrut
- Chantal Portillo
- Françoise Rachmühl
- Isabelle Roux-Dameron
- Maryvonne Speltz-Chenel
- Francis Valette